# HMS Colossus (1910)
HMS Colossus là một thiết giáp hạm dreadnought của Hải quân Hoàng gia Anh Quốc. Nguyên được dự định như là chiếc tiếp theo của lớp thiết giáp hạm Neptune bao gồm ba chiếc, nhưng hai chiếc sau có đai giáp dày hơn đôi chút so với Neptune, nên chúng được xếp lớp lại như là lớp Colossus.
Khi Chiến tranh Thế giới thứ nhất bắt đầu vào tháng 8 năm 1914, Colossus trở thành soái hạm của Hải đội Chiến trận 1. Trong trận Jutland năm 1916, nó bị trúng hai phát đạn pháo, nhưng chỉ bị hư hại nhẹ và làm sáu người bị thương. Khi chiến tranh kết thúc, Colossus trở thành một lườn tàu huấn luyện cho đến năm 1920; và theo những điều khoản của Hiệp ước Hải quân Washington, nó được cho ngừng hoạt động và cuối cùng bị tháo dỡ vào năm 1928.

## Thiết kế và chế tạo
Colossus được hạ thủy vào ngày 9 tháng 4 năm 1910 và được đưa ra hoạt động vào năm 1911. Mặc dù rất giống với Neptune, nó lại không cùng một lớp, vì Colossus và chiếc tàu chị em Hercules có đai giáp dày hơn. Colossus được phiên chế vào Hải đội Chiến trận 2 trực thuộc Hạm đội Nhà Anh Quốc.

## Lịch sử hoạt động
Colossus bắt đầu được cho cho chạy thử máy từ ngày 28 tháng 2 năm 1911, kéo dài cho đến tháng 7 năm đó. Nó nhận lên tàu thành phần thủ thủ đoàn đầy đủ vào ngày 31 tháng 7 và được đưa vào biên chế tại Devonport vào ngày 8 tháng 8 trong thành phần Đội 2 của Hạm đội Nhà. Đơn vị này được đổi tên thành Hải đội Chiến trận 2 vào ngày 1 tháng 5 năm 1912. Nó tham gia cuộc Duyệt binh Hạm đội của Quốc hội vào tháng 7 năm 1912, và tham gia tập trận cùng Hạm đội Nhà trong tháng 10 và tháng 11. Colossus cùng một phần hạm đội viếng thăm Cherbourg vào tháng 3 năm 1913; rồi đến tháng 12 nó được chuyển sang Hải đội Chiến trận 1. Vào ngày 29 tháng 7 năm 1914 nó lên đường đi Scapa Flow khi có nguy cơ xảy ra chiến tranh; và trong suốt thời gian Chiến tranh Thế giới thứ nhất nó đặt căn cứ tại Scapa Flow cho đến năm 1918, ngoại trừ một giai đoạn ngắn từ ngày 22 tháng 10 đến ngày 3 tháng 11 năm 1914 khi nó được đặt căn cứ tại Lough Swilly.
Vào tháng 11 năm 1915, Colossus được đặt làm soái hạm của Hải đội Chiến trận 1, thay thế cho chiếc HMS St Vincent. Vào ngày 31 tháng 5 năm 1916, dưới quyền chỉ huy của Đại tá Hải quân Dudley Pound, nó có mặt trong trận hải chiến chính của Thế Chiến I, trận Jutland. Trong cuộc đụng độ này, nó dẫn đầu một hải đội do Chuẩn đô đốc Ernest Gaunt chỉ huy bao gồm Neptune, Collingwood và St Vincent; và khi Hạm đội Grand được tung ra, Colossus là chiếc thứ 17 trong hàng chiến trận. Trinh sát viên của nó nhìn thấy những chiếc dẫn đầu của Hạm đội Biển khơi Đức lúc 17 giờ 51 phút, và nó nổ súng lúc 18 giờ 30 sau khi rút ngắn khoảng cách, nhưng không thể thấy hiệu quả rõ ràng. Đến 19 giờ 00, nó nhắm vào một tàu tuần dương bọc thép đối phương, có thể là chiếc SMS Wiesbaden, ở khoảng cách 10.000 yd (9.100 m); chiếc tàu tuần dương đối phương chìm sau đó, sau khi trúng đạn từ nhiều tàu chiến khác nhau. Từ 19 giờ 00 đến 19 giờ 20 phút, Colossus cùng với Collingwood đụng độ với Hải đội Tuần tiễu 1, là lực lượng tàu chiến-tuần dương của Đức, ghi được nhiều phát trúng vào chiếc SMS Derfflinger. Lúc 19 giờ 16 phút, nó bị hư hại bởi một phát đạn pháo hạng nặng đối phương đánh trúng cấu trúc thượng tầng phía trước, nhưng hư hỏng không nghiêm trọng và không ảnh hưởng sức chiến đấu, với 6 người bị thương. Ngoài những chiếc thuộc Hải đội Chiến trận 5: Warspite, Malaya, Barham và Valiant, Colossus là chiếc thiết giáp hạm Anh duy nhất trúng đạn pháo đối phương trong trận Jutland.
Từ tháng 6 đến tháng 9 năm 1917, Colossus được tái trang bị, rồi cùng với Hạm đội Grand chuyển căn cứ đến Rosyth vào tháng 4 năm 1918. Nó đã có mặt khi Hạm đội Đức đầu hàng vào ngày 21 tháng 11 năm 1918; và sau khi Hạm đội Grand bị phân tán sau khi chiến tranh kết thúc, nó trở thành soái hạm của Phó đô đốc Hạm đội Dự bị tại Devonport. Vào ngày 30 tháng 6 năm 1921, nó bị đưa vào danh sách loại bỏ do vượt quá nhu cầu sử dụng, nhưng rồi được giữ lại như một tàu huấn luyện thiếu sinh hải quân trong tình trạng không hiệu quả về mặt quân sự. Đến ngày 23 tháng 7 năm 1923, nó trở thành một lườn tàu dùng trong huấn luyện, rồi được bán cho hãng Charlestown Shipbreaking Industries vào tháng 8 năm 1928 và bị tháo dỡ kể từ ngày 5 tháng 9 năm đó.